# Jaroslav Vrchlický
Jaroslav Vrchlický, vlastním jménem Emil Jakub Frida (17. února 1853 Louny – 9. září 1912 Domažlice), byl český spisovatel, básník, dramatik a překladatel. Jeho monumentální dílo, obsahující všechny žánry literární tvorby, patří k jednomu z nejbohatších a nejvšestrannějších v české literatuře. Řadil se do skupiny českých spisovatelů lumírovci.

## Život

### Dětství a studia
Narodil se v domě č. p. 103 v Lounech jako syn Jakuba Fridy (zemřel v listopadu 1874) a jeho manželky Marie, rozené Kolářové. Asi po roce se rodiče odstěhovali do Slaného a Emil Frida žil do deseti let u svého strýce, faráře Antonína Koláře v Ovčárech u Kolína. Zde navštěvoval první ročníky obecné školy (1857–1861), do hlavní (měšťanské) školy chodil krátce v Kolíně v letech 1861–1862.

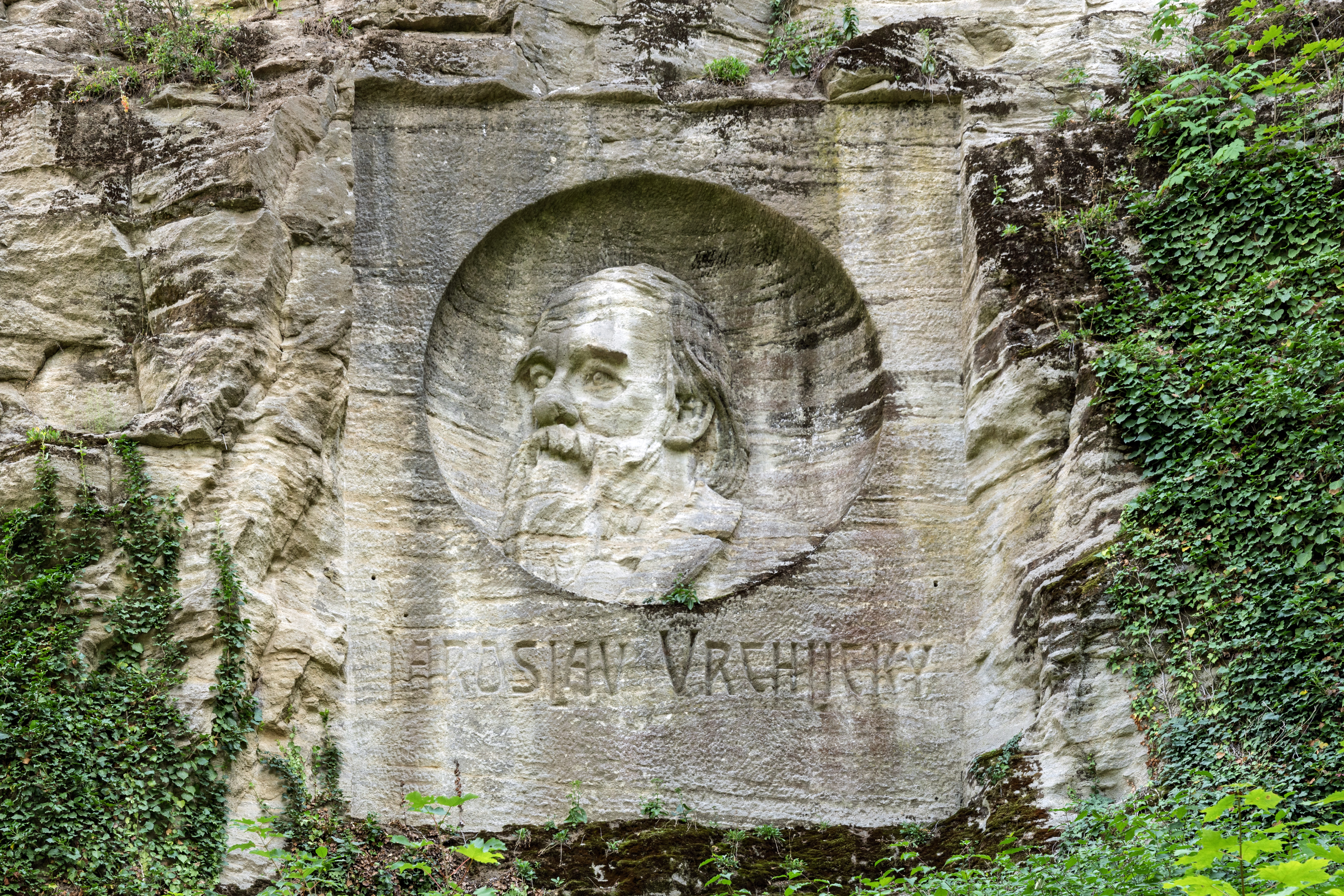
Vrchlického reliéf vytesaný do skály v údolí říčky Vrchlice, podle které si básník zvolil pseudonym, v Kutné Hoře vznikal v letech 1914-1919. Autorem je akademický sochař Josef Chvojan.

Na Gymnáziu ve Slaném studoval od roku 1862. Zde byl jeho spolužákem Václav Beneš Třebízský, dále v Praze a v roce 1872 maturoval v Klatovech. Verše začal psát už během studií. Pseudonym Jaroslav Vrchlický si zvolil na návrh spolužáka z klatovského gymnázia Josefa Thomayera. Jako studenti na jaře navštívili rozkvetlé údolí řeky Vrchlice u Kutné Hory a Vrchlický byl unesen nádhernou jarní scenérií. Tento pseudonym dříve používal kutnohorský básník Josef Jelínek Vrchlický (1842–1869). V údolí Vrchlice v roce 1919 vytesal kutnohorský sochař Josef Chvojan do pískovcové skály Vrchlického reliéf na ploše přes 12 metrů čtverečních.
Veden strýcovým příkladem vstoupil Vrchlický po maturitě do pražského Arcibiskupského semináře. V roce 1873 ale přestoupil na filozofickou fakultu Karlo-Ferdinandovy univerzity v Praze, kde studoval dějepis, filozofii a románskou filologii. V době studií učil češtinu francouzského historika Ernesta Denise, který mu zprostředkoval první kontakty s francouzskou kulturou. První literární práce mu k tisku zprostředkovala redaktorka Sofie Podlipská, do níž se Vrchlický podle dochované korespondence zamiloval. Podlipská byla o dvacet let starší a moudře mu k životnímu vztahu i sňatku nabídla svou, tehdy patnáctiletou, dceru Ludmilu. Jeho první sbírka milostných lyrických básní Z hlubin vyšla ještě před odjezdem do Itálie.

### Počátky praxe a literární tvorby
Dále Vrchlický v Praze navázal přátelství např. se Zikmundem Winterem, Josefem Václavem Sládkem a Aloisem Jiráskem. Společně založili skupinu lumírovců (Jirásek záhy přešel k ruchovcům).
Vrchlický jako první literát s oblibou užíval slova pábit, když si odcházel zakouřit. Toto slovo později posunul dále Bohumil Hrabal, jenž je používal ve svých dílech (Pábitelé).
Od roku 1875 působil jako tajemník a vychovatel synů hraběcí rodiny Montecuccoli-Laderchi nejprve v Meranu nad Panarem u Modeny, později v Livornu. Po návratu krátce působil na učitelském ústavu v Praze v Panské ulici, vyučování ho však nebavilo. Na přímluvu hraběte Montecucoliho u Leopolda Lva Thuna-Hohensteina byl roku 1877 jmenován tajemníkem na pražské české technice, později pracoval jako tajemník České akademie věd a umění. To mu poskytlo existenční zajištění a možnost věnovat se ve volném čase literární tvorbě. V osmdesátých letech prožíval tvůrčí vrchol a byl nejuznávanějším českým básníkem. Jeho tvorba byla překládána i do cizích jazyků, zvláště němčiny a polštiny.

### Úspěšný autor a politik
Roku 1898 získal vzácně udílené Vyznamenání za umění a vědu. V roce 1901 jej rakouský císař František Josef I. (mj. spolu s Antonínem Dvořákem) jmenoval doživotním členem Panské sněmovny Říšské rady ve Vídni. Vrchlický zde vystupoval a obhajoval požadavek všeobecného hlasovacího práva. Jako člověk byl nesmírně činný, mj. byl členem Královské akademie v Padově, členem Polské společnosti tovaryšstva polského v Paříži a také čestným občanem mnoha českých měst, včetně rodných Loun. Roku 1893 byl jmenován profesorem evropské literatury na Univerzitě Karlově, získal čestný doktorát. Byl také členem České akademie věd a umění (jmenován císařem 20. dubna 1890). Tehdy (1903–1904) se setkal také s Milanem Rastislavem Štefánikem.
Vrchlický byl prvním českým autorem, který byl nominován na Nobelovu cenu za literaturu. Byl nominován v letech 1904–1909, 1911 a 1912. Cena mu však nikdy nebyla udělena.

## Dílo

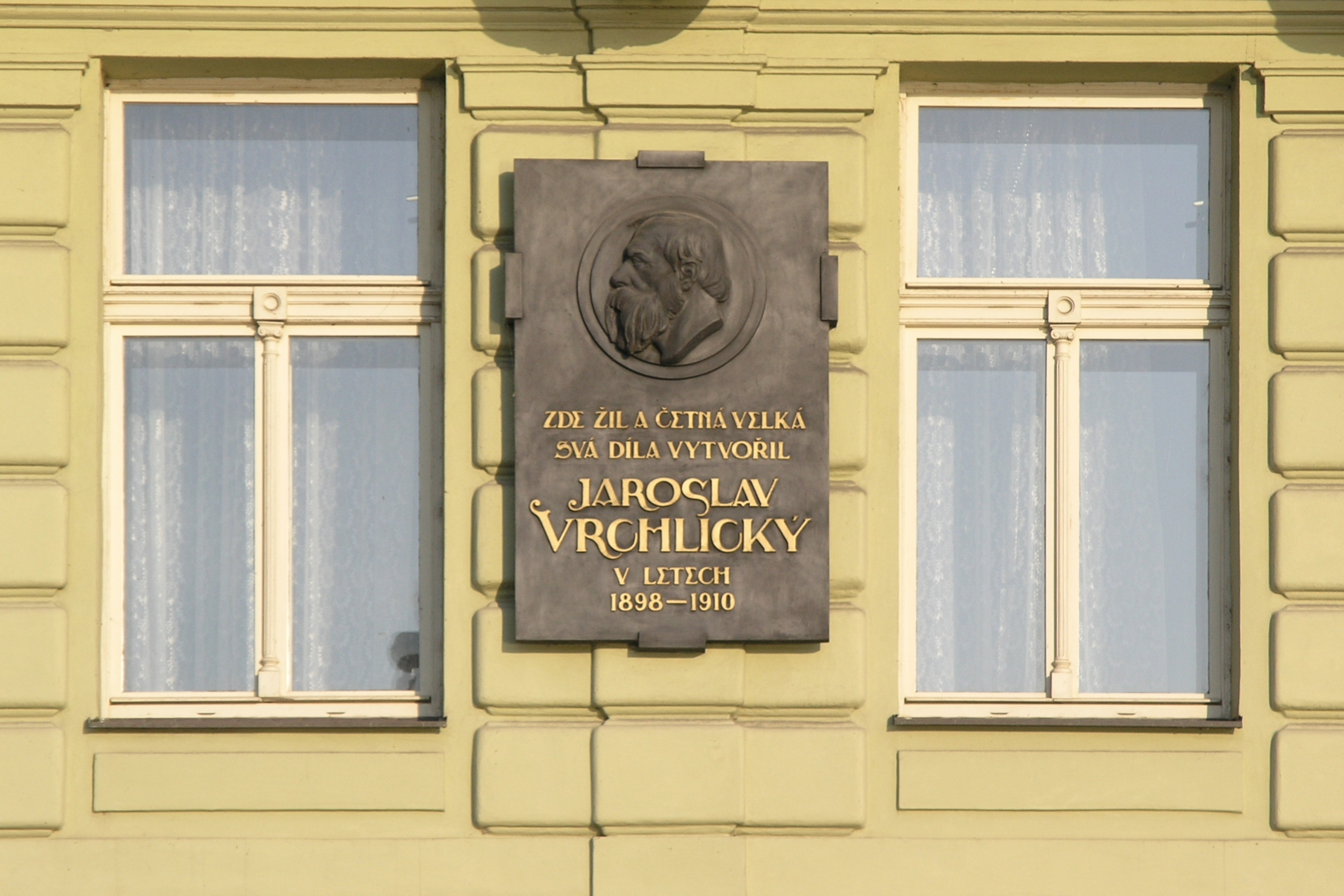
Pamětní deska na fasádě domu v Praze na Rašínově nábřeží

Jeho dílo obsahuje kolem 270 svazků, mj. přes 80 básnických sbírek a 50 divadelních her. Jeho básnické sbírky a dramata jsou vrcholnou ukázkou formální dokonalosti, avšak zároveň poměrně čtivé. Vrchlický se snažil dokázat, že čeština je jazyk, který dokáže vyjádřit vše. Chtěl vytvořit poezii, která by se vyrovnala poezii evropské a přivedla tak českou literaturu na nový, vyšší stupeň.
Vrchlický nebyl za svého života ani po něm přijímán jednoznačně. Jeho orientace na náměty z cizích zemí a kultur se stala koncem sedmdesátých let popudem ke kritickým útokům obviňujícím Vrchlického z kosmopolitního přehlížení české tematiky, z opomíjení potřeb národního života. Eliška Krásnohorská uznávala jeho básnický talent, ale měla výhrady k romantickému způsobu zpracování cizích látek, které podle ní neodpovídalo potřebám boje za národní osvobození.
Počátkem devadesátých let, kdy byl všeobecně uznáván za největšího českého básníka a zahrnován oficiálními poctami, se dostal do konfliktu s generací mladých básníků a kritiků, kteří mu vytýkali ztrátu originálnosti, povrchnost a frázovitost. Byl vnímán jako symbol minulé doby v české literární tvorbě, což nesl velmi těžce. Proti jeho dílu vystoupili například také o tři roky starší Tomáš Garrigue Masaryk, jenž Vrchlického uznával jen jako dobrého překladatele, a F. X. Šalda.
Teprve tvorba ze závěrečného období jeho života, kdy dokázal znovu tvořit neobvykle živé verše, mu přinesla uznání literární generace S. K. Neumanna, Františka Xavera Šaldy a Karla Tomana. Další generace básníků jako např. Viktor Dyk, Lev Blatný a Jaroslav Seifert, si uvědomila kvalitu jeho básnického díla. Nyní je Vrchlický považován za jednoho z nejvýznamnějších českých básníků.

### Poezie
Vrchlický svým ideově bohatým dílem připravil půdu pro symbolismus. Cílem jeho díla bylo vytvořit poezii, která by se zcela vyrovnala vrcholnému evropskému básnictví a která by ztělesňovala harmonický ideál člověka.
Vrchlického básnické dílo, sdružené ve více než osmdesáti svazcích lyrické a epické poezie, bylo inspirováno životními prožitky i uměním, které povyšoval nad všednost života. Do české poezie vneslo nebývalé bohatství látek a básnických forem. V jeho lyrických básních najdeme ohlasy milostných zážitků, smyslové okouzlení, ale také reflexi zamýšlející se nad otázkami života a smrti. Příroda, záhady života a smrti, láska a umění tvoří páteř celé Vrchlického lyriky. Epická část jeho díla je věnována básnickému zobrazení kulturního a myšlenkového vývoje lidstva, úvahám o smyslu dějin a současně je v ní vyjádřena jeho víra v sílu lidského poznání a budoucnost lidstva. Zabýval se historickými náměty, vývojem lidstva. Vycházel mj. z Legendy věků od Victora Huga. Při tomto mapování historie nacházel největší inspiraci v antické lyrice.
Podílel se i na vytvoření nového básnického výrazu a verše, používal rozmanité strofické formy a složitou veršovou skladbu, jimiž obohacoval českou poezii. Vedle tradičních sonetů se v jeho díle uplatnily ritornel, rondel, rondo, villonská balada, balata, rispet, sestina nebo gazel. Proto byl také někdy označován za formalistu.

#### Lyrika
Vrchlického raná lyrika vyjadřuje prostřednictvím přírodních motivů jeho vztah k životu. Je ohlasem milostných zážitků, mladistvého pesimismu i tvůrčích pochyb. Subjektivní reflexe se promítají do přírodních obrazů, v básních jsou oslavovány ideály umění a krásy. Reprezentují ji především sbírky
- Z hlubin (1875) – především milostná lyrika; básně tvoří v podstatě příběh – z pocitů nenávratné pomíjivosti lásky a všeho opět probleskuje naděje, spočívající ve šťastných vzpomínkách, zklamání a konečného uklidnění v resignaci a tvorbě; k popisu svých pocitů využívá básník přírodní symboliku, k nejčastějším motivům patří např. jezero, les, propast
- Vittoria Colonna (1877) – oslava lásky a tvůrčí práce na příběhu lásky stárnoucího Michelangela
- Rok na jihu (1878) – přírodní a milostná lyrika, dojmy z pobytu v Itálii
- Symfonie (1878) – reflexní básně vyjadřují smutek z osamění [14]

Milostná a intimní lyrika tvoří významnou složku Vrchlického díla. V této poezii zprvu naplněné pohanskou mytologií, později procítěné osobně, stává se žena básníkovi centrem celého jeho života a inspirátorkou jeho umělecké tvorby. Vyslovil s přesvědčivou naléhavostí všechny odstíny milostného citu i manželského a rodinného štěstí. Je zastoupena např. ve sbírkách
- Eklogy a písně (1880) – intimní milostná zpověď, skladby jsou velmi melodické a bohatě využívají eufonie, mnohé jsou psány ve formě dialogu [15]
- Dojmy a rozmary (1880) – láska k ženě, přírodě a lidem [16]
- Poutí k Eldorádu (1882) – milostná a přírodní lyrika reflektující manželské štěstí
- Co život dal (1883)
- Jak táhla mračna (1885)
- Čarovná zahrada (1888) – intimní lyrika odrážející manželské štěstí
- Dni a noci (1889) – většinou příležitostná a reflexivní lyrika psaná jednoduchou a melodickou písňovou formou, tematicky velmi různorodá, obsahuje oddíl Písně pro mou dceru (Eva)

V jiných sbírkách milostné lyriky použil Vrchlický velmi komplikovaných strofických forem, jimiž i jinde obohacoval českou poezii. Promyšlenou kompozicí se vyznačují hlavně sbírky
- Hudba v duši (1886) – kombinace sestinů s orientálními gazely a villonskými baladami
- Moje sonáta (1893) – střídání rispet a ritornel, balat a balad. Složitá veršová skladba, vynalézavá v rytmu i rýmu odráží básníkovo nitro a jeho subjektivní vztah ke světu. Melancholie a deziluze.
- Zlatý prach (1886 a 1897) – sbírka složená ze dvou částí psaných v různých obdobích, v níž převládá forma rondo [17]

Zvláštní soubory tvoří sbírky sonetů, které Vrchlický používal velmi často v různých obdobích svého života. Mají různý citový a myšlenkový obsah, ale odhalují jeho pocity a nálady.
- Sonety samotáře (1885)
- Nové sonety samotáře (1891)
- Poslední sonety samotáře (1896)

V devadesátých letech se do Vrchlického tvorby promítá osobní krize, převládají melancholické tóny, pesimismus, rozčarování a rezignace. Příkladem jsou sbírky
- Hořká jádra (1889) – drobná lyrika, v níž převažují hořké tóny, básník vyjadřuje pochybnosti o své tvorbě a její užitečnosti
- Brevíř moderního člověka (1891) – umělecké vyznání a obrana vlastní tvorby
- Bodláčí z Parnasu (1893) – deziluze ze soudobého života
- Ẻ morta (1894, 1893) – v první části vyjadřuje smutek nad smrtí přítelkyně, zpěvačky Klementiny Kalašové, druhá řada vznikla v období vlastního milostného zklamání (1890–1893)
- Okna v bouři (1894) – zklamání, hořkost, rezignace, samota, formalistní – zkouší různé formy, experimentuje, zapomíná na obsah; báseň Za trochu lásky [18]
- Písně poutníka (1895) – v masce poutníka bloudícího bez cíle světem básník vyjadřuje pocit samoty a opuštěnosti, deziluze. Jedna z mála sbírek, které jsou komponovány jako celek.
- Než zmlknu docela (1895)
- Pavučiny (1897)
- Skvrny na slunci (1897) – pesimismus prostupuje všechna základní témata sbírky, v níž se zamýšlí nad společností na prahu 20. století, dotýká se vztahu lidstva a vesmíru

Závěr Vrchlického lyrické tvorby přináší zklidnění, vyrovnanost i novou víru ve smysl života a práce. Po předchozím ochabnutí tvůrčích sil se Vrchlického tvorba očišťuje od patosu a chvatu. Projevuje se i pozvolný vzestup výrazových prostředků, verše jsou prostší a zpěvnější:
- Fanfáry a kadence (1906) – směs náladových obrázků, postřehů, reflexí a medailonků básníků, sochařů a hudebníků
- Korálové ostrovy (1908)
- Strom života (1909) – hymnus k oslavě života, přírody a krásy – závěrečné krédo vnitřně vyrovnaného života [19]

Posmrtně byly vydány sbírky:
- Meč Damoklův (1913) – zahrnuje verše vzniklé těsně před propuknutím choroby, odraz duševních stavu s pocity úzkosti, předtucha nemoci [20]
- Kvítí Perdity (1930) – monotematická knížka erotické poezie psané v letech 1894–1897, láska je oslavována v různých strofických formách
- Své milence, písně Viviany: Listy a básně pro Justýnou Vondroušovou (2020) – erotická poezie psaná v písňové formě v letech 1904–1908 pro Justýnu Vondroušovou

#### Epika
- Legenda o svatém Prokopu (in Mythy[21], 1879)
- Zlomky epopeje (1878–1906)

Volně komponovaný cyklus epických nebo lyrickoepických básnických sbírek i samostatných básní nazvaný Zlomky epopeje je spojován snahou na mytických, legendárních a historických příbězích vysledovat etické principy vývoje lidstva a zároveň najít v nich odpověď na aktuální otázky současnosti a budoucnosti. Nejde o chronologický, komplexní pohled na lidskou historii ve všech etapách, ale pouze o vybrané zlomky. Smysl epopeje lidstva lze pochopit jen jako součást básníkova vývoje, jako výraz proměn jeho postoje ke společnosti. Počet sbírek, které se do tohoto cyklu řadí, není ustálen. Patří sem tři typy sbírek: reflexivní poezie, která tvoří myšlenkové jádro epopeje (Duch a svět, Sfinx, Dědictví Tantalovo, Brevíř moderního člověka, Skvrny na slunci), drobná epika, která dále rozvádí i doplňuje základní ideu cyklu vyjádřenou v první řadě (Staré zvěsti, Perspektivy, Zlomky epopeje, Fresky a gobelíny, Nové zlomky epopeje, Bozi a lidé, Votivní desky, Epizody) a velké epické skladby (Hilarion, Twardowski, Bar Kochba, Píseň o Vinetě). Volnou součástí epopeje jsou i díla opírající se o české látky: první svazek Mythů a Selské ballady.

#### Sbírky reagující na politiku
- Panteon (1880) – časová lyrika, reakce na některé významné události národního života, např. Národní divadlo
- Hlasy v poušti (1890) – reakce na krizi českého politického hnutí, vyvolanou připravovanými punktacemi

#### Básně připisované Vrchlickému
Jaroslavu Vrchlickému jsou připisovány i některé eroticko-skatologické básně, které nejsou uvedeny v dětských čítankách. Autorství není potvrzeno, originální rukopisy ani žádné další poznatky prokazující autorství neexistují. Zveřejněny byly až dlouho po Vrchlického smrti.
- Rytíř Smil
- Chansons sans honneur
- Balada o hovně (připisováno i Svatopluku Čechovi či Janu Nerudovi)
- Svatební košile (parodie na báseň Karla Jaromíra Erbena)
- Magdalena (parodie na veršovaný román Josefa Svatopluka Machara)
- Šváb a blecha
- Dona Blanka (připisováno i německému básníku Wilhelmu Buschovi či Otokaru Březinovi)
- Balada o prdu (připisováno i Janu Nerudovi nebo Svatopluku Čechovi)

### Próza

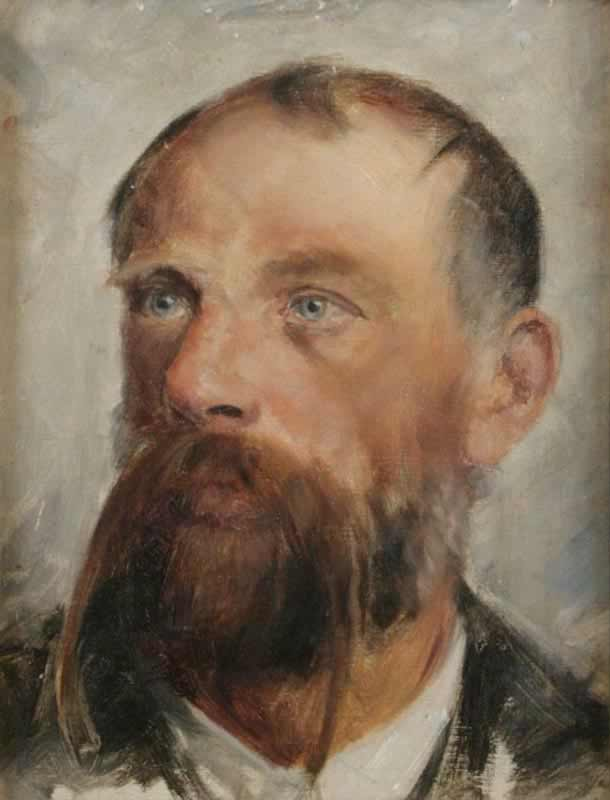
Portrét Jaroslava Vrchlického od Vojtěcha Hynaise

Prózu psal Vrchlický jen výjimečně, většinou povídkovou.
- Povídky ironické a sentimentální (1886)
- Barevné střepy (1887)
- Nové barevné střepy (1892)
- Loutky (1908) – román, částečně autobiografický, zachycuje nenaplněné lásky, vyznívá pesimisticky

### Dramatická tvorba
Vrchlického divadelní hry byly psány pro Národní divadlo. Počátky jeho dramatické tvorby spadají do let 1882–1883. Napsal více než 30 dramat, některá z nich ve verších. Témata čerpal povětšinou z historie, české nebo cizí, ve zvláštní oblibě měl řeckou antiku a italskou renesanci. Pro soudobé české hudební skladatele napsal několik libret s příběhy ze světové literatury nebo českých dějin.

#### Divadelní hry
- Česká trilogie – historické hry z prostředí prvních Přemyslovců

1. Drahomíra (1882) Dostupné online
2. Bratři (1889)
3. Knížata (1903) Dostupné online

- Komedie

1. V sudu Diogenově (1883) – jednoaktová komedie o milostné epizodě Alexandra Velikého
2. Soud lásky (1887) – odehrává se v Avignonu roku 1341
3. Pietro Aretino (1892) – hlavním hrdinou je italský renesanční básník, děj se odehrává v Benátkách
4. Noc na Karlštejně (1884) – komedie z českého prostředí, která dosáhla velké popularity. Autor zde použil jako svůj námět mylnou pověst, že císař Karel IV. zakázal na hradě Karlštejně přítomnost žen; dílo bylo zfilmováno v roce 1973 režisérem Zdeňkem Podskalským (viz článek Noc na Karlštejně) [26]

- Antická a historická dramata

1. Julián Apostata (1885) – tragédie o zániku antického světa
2. Exulanti (1886) – příběh z pobělohorské doby [27]
3. Smrt Odyssea (1882)
4. Hippodamie (1888–1891) – trilogie, zhudebnil ji Zdeněk Fibich – Vrchlický původní dramatický text upravil pro potřeby scénického melodramatu.[25] Tvoří ji tyto části: Námluvy Pelopovy (1887), Smír Tantalův (1887) [28], Smrt Hippodamie (1883) [29]

#### Libreta
- Svatá Ludmila – zhudebněna jako oratorium Antonínem Dvořákem
- Jessika – námět podle Shakespearova Kupce benátského zhudebnil J. B. Foerster
- Armida – opera Antonína Dvořáka
- Bouře – opera Zdeňka Fibicha

### Literární kritika
Kritické studie a články psal Vrchlický už od sedmdesátých let, soustavněji od 90. let (studie o Kollárovi, Erbenovi, Čechovi, Nerudovi aj.). Pozornost věnoval také cizím literaturám, zejména francouzské a italské (Básnické profily francouzské, Devět kapitol o novějším románu francouzském, Giacomo Leopardi).
Zachovala se také korespondence se Sofií Podlipskou z dob jeho pobytu v Itálii. Vede zde filosofické a literární úvahy. Uveřejněna byla až po jeho smrti, je vydávána jako literární dílo.
Mimo to se zachovala celá řada článků v mnoha časopisech (Máj, Česká revue, Světozor, …).

### Překlady
Vrchlický patří k nejvýznamnějším českým překladatelům jak rozsahem a časovým rozpětím, tak koncepcí, kdy překlad považoval za osobité tvůrčí dílo, které se má prosadit vedle originálu. V některých případech však tento koncept setřel osobitost a nuance původního díla.
Překládal z 18 národních literatur – nejvíce z francouzštiny (Victor Hugo, Charles Baudelaire, Arthur Rimbaud, Guy de Maupassant, Edmond Rostand), italštiny (Dante Alighieri, Francesco Petrarca, Torquato Tasso), španělštiny (Pedro Calderón de la Barca), angličtiny (William Shakespeare, George Gordon Byron, Percy Bysshe Shelley, Edgar Allan Poe, Walt Whitman) a němčiny (Johann Wolfgang von Goethe, Friedrich Schiller), dále například z polštiny (Adam Mickiewicz), maďarštiny (Sándor Petőfi, János Arany, Imre Madách) nebo norštiny (Henrik Ibsen).
Překládal především poezii, a to jak klasickou, tak moderní. Lze o něm říci, že si k překladům vybíral náročná a kvalitní díla (Faust, Božská komedie, Květy zla, Tři mušketýři, Andersenovy pohádky).

## Osobní život

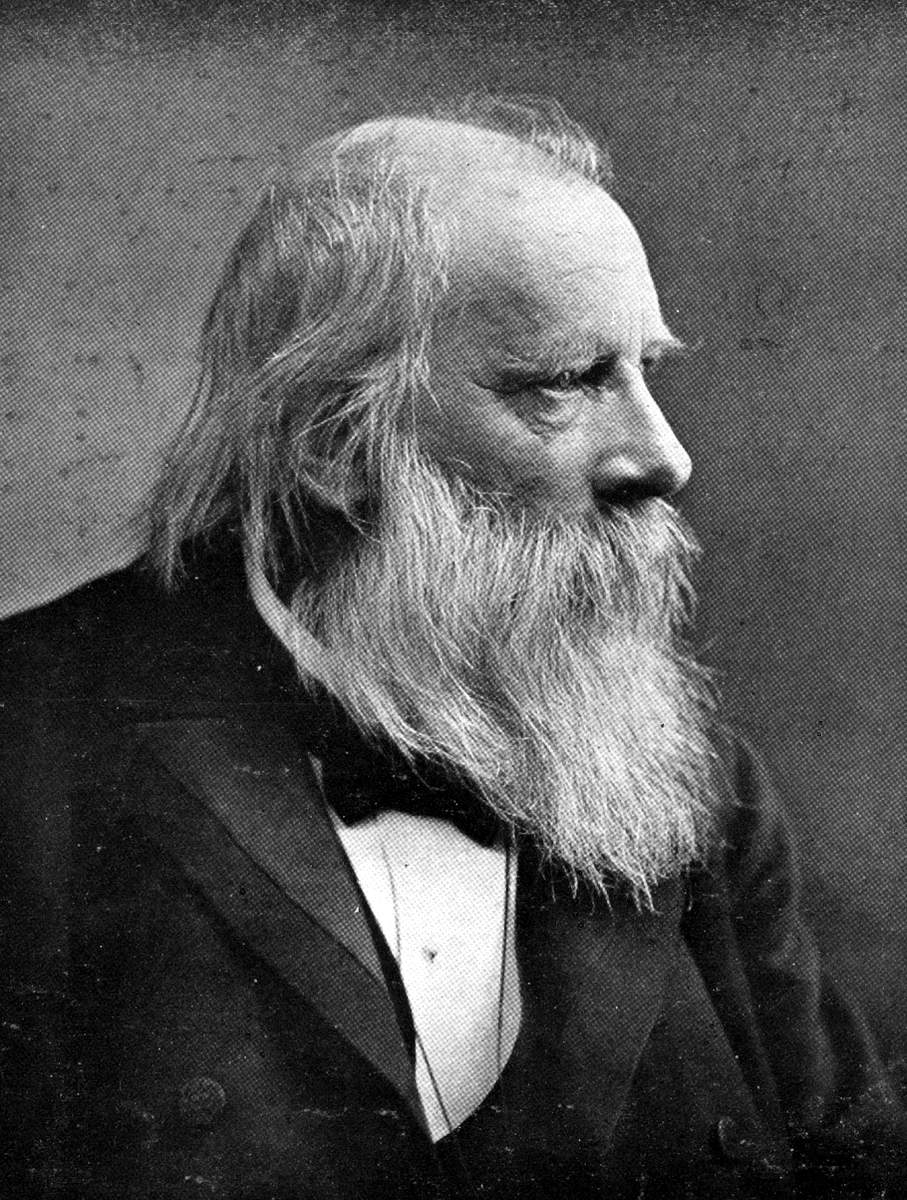
Jaroslav Vrchlický v pozdním věku

První studentskou láskou Jaroslava Vrchlického byla v roce 1870 dcera jeho bytné v Klatovech – K. Martínková; psal jí básně a dopisoval si s ní. Stopy tohoto vztahu lze vysledovat ve sbírce Z hlubin. Po jeho odchodu na studia na Filosofické fakultě v Praze v roce 1873 však jejich kontakt skončil. V roce 1874 se zamiloval na prázdninách do své vzdálené příbuzné Marie Potěšilové. Tento platonický vztah byl inspirací ke vzniku sbírky Sny o štěstí.
V Meranu, kde působil jako vychovatel, se cítil osamělý a velmi se mu stýskalo po domově, i když neúnavně psal a překládal z románských jazyků. Tehdy se stýkal s guvernantkou Charlottou P. (celé jméno není známo), vztah však byl pouze erotický. Útěchou mu byla korespondence se Sofií Podlipskou.
Zdaleka nejvýznamnější roli sehrála v jeho životě Sofie Podlipská, spisovatelka, sestra Karoliny Světlé. On sám znal nejdříve její knihy a jen letmo se s ní setkal v parku veltruského zámku v červenci roku 1873. Seznámili se o rok později v Umělecké besedě. Ve svém depresivním rozpoložení v Meranu, kdy pochyboval i o svém talentu, napsal v srpnu roku 1875 Podlipské svůj první dopis; čilá, pro Vrchlického velmi povzbuzující korespondence trvala do listopadu následujícího roku. Postupně mezi nimi vznikl hluboký vztah a Vrchlický se do Sofie Podlipské, ačkoli byla starší téměř o dvacet let, zamiloval. Spisovatelka – již čtyři roky vdova – byla zamilovaná rovněž, byla si však vědoma velkého věkového rozdílu, proto obracela jeho pozornost ke své dceři Ludmile. Podařilo se jí připravit půdu pro vztah, který 4. srpna 1879 vyústil ve sňatek. Svým způsobem miloval matku v mladším – velmi půvabném – vydání, Ludmila však ani zdaleka nedosahovala intelektuální výše matčiny a on sám si rozuměl spíše s matkou nežli s dcerou.
Ludmila nicméně byla pro něj ideálem ženy. Své manželství, z něhož se narodily tři děti – dcery Milada a Eva (6. března 1888 Praha – 18. července 1969 Praha, pohřbena na Olšanských hřbitovech, hrob V,13,1), syn Jaroslav (18. ledna 1892 – 13. října 1918, pohřben na Vinohradském hřbitově, hrob 53-69), vnímal jako vrcholně šťastné. Psal, tvořil dramata, překládal, stal se úspěšným a uznávaným tvůrcem. Na začátku 90. let však manželství zasáhla hluboká krize. Ludmila se zamilovala do pražského herce Jakuba Seiferta a udržovala s ním několik (snad osm) let poměr, který nezůstal pražské společnosti utajen a také nezůstal bez následků – Seifert byl otcem dvou ze tří Ludmiliných dětí. Vrchlický dlouho nic nevěděl, až ho o situaci zpravila jeho sestra Emma. Byl tím otřesen, zhroutil se. Jak psala Emma později: "Bratr tehdáž strašně trpěl, netřeba dokládat. Přede mnou a přáteli se držel, ale když se svěřoval matce, zaplakal. Bratr ženu ani nezabil ani nevyhnal – naoko vše zůstalo při starém, ale nikdy jí neodpustil." Obě děti však přijal za své a zvláště s dcerou Evou měl velmi blízký, láskyplný vztah, o němž napsala knihu idylických vzpomínek Dětství s Vrchlickým.
Dochovaly se dva dopisy, v nichž Ludmila Vrchlickému sdělila, že není otcem jejích dvou dětí, dcery Evy a syna Jaroslava. Oba listy po jeho smrti uschoval jeho přítel, lékař Josef Thomayer a v roce 1910 je v obálce předal Národnímu muzeu s podmínkou, že mohou být otevřeny až v roce 1970. Jsou nyní uloženy v Památníku národního písemnictví.
V tomto období začalo být Vrchlického dílo, do té doby všestranně slavené, podrobováno kritice ze strany mladé generace. Toto nešťastné období mu pomohl překonat vztah s Karlou Bezdíčkovou, přítelkyní sestry Emmy. Vrchlický na ni pamatoval ve své závěti z r. 1899. Tento vztah byl inspirací pro sbírku Kvítí Perdity, která byla vydána až v r. 1930. Počátkem devadesátých let navázal blízké přátelství s manželi Volfovými z Jičína a Marie Volfová se stala jeho důvěrnicí a oporou. Poslední ženou v jeho životě byla v letech 1904–1908 o sedmnáct let mladší Justina Vondroušová.
Od roku 1908 Vrchlického začala trápit nemoc – měl úporné bolesti hlavy, v srpnu prodělal záchvat mrtvice, po níž viděl dvojmo a ztratil schopnost číst. Léčil se v sanatoriích ve Stupčicích v jižních Čechách, v istrijské Opatiji a v Domažlicích. V roce 1912 jej mrtvice postihla znovu, ochrnul po ní na pravou polovinu těla. Vrchlický zemřel 9. září 1912 v 59 letech, podle lékařské zprávy následkem sklerózy mozkových cév. Je pohřben na vyšehradském Slavíně.
Epitaf v klasické formě elegického disticha, rovněž stylem a obsahem inspirovaný epitafy velkých antických básníků, složil sedm let před svou smrti:
Postůj zde poutníku, v hrobě tom Vrchlický Jaroslav leží
básníkem doby své byl, mravencem pilností svou,
klenoty nejdražší z ciziny v pokladnu přenes své vlasti,
myšlenkám vlastním však též svoji dal ražbu i kov.
Málo měl na světě štěstí, přátel však, lásky též dosti,
v otčiny půdě teď spí, spokojen, tichý a rád.

## Citát
Vzkázal jsem Jiráskovi, že Vrchlický navštíví představení Hippodamie, a Jirásek ovšem přišel také. Vrchlický seděl provázen svou ošetřovatelkou paní Dvořákovou v jedné z přízemních loží a přes značné bolesti, jež ho v noze týraly, sledoval představení s neutuchajícím zájmem až do samého konce… Po představení doprovodili jsme ho s Jiráskem bočním východem na nábřeží ke kočáru a tam jsme se s Jaroslavem Vrchlickým naposled rozloučili… Za půldeváta měsíce poté pochovali jsme, co tělesného zbylo z té zázračné bytosti básnické, do vyšehradského Slavína. Cokoli jsem tam řekl nad rakví svého největšího přítele, bylo jen mdlým ohlasem tolikerých díků, tolikerého podivu – a tolikeré lítosti, jež jsem v nitru cítil a jež mne, a nejvíc ta lítost, podnes neopouštějí. 
Jaroslav Kvapil

## Památka
V České republice jsou po spisovateli pojmenovány desítky ulic, náměstí či sadů, je připomenut také několika památníky a pamětními deskami.
Roku 1950 bylo v Lounech vybudováno nové městské divadlo podle návrhu arch. Víta Nepora, které mělo původně nést název Vrchlického divadlo, vinou propagandistické ideologie československého komunistického režimu nuceně změněn na Fučíkovo divadlo, a to i přes protesty iniciátorského spolku (rovněž nuceně přejmenovaného na Spolek Fučíkova divadla) i spolku Kruh přátel Jaroslava Vrchlického. Původně zamýšlený název získala budova až po rozsáhlé rekonstrukci v letech 2000 až 2003. Ve foyer byla instalována také Vrchlického busta a text dopisu zaslaný Vrchlickým městské radě Loun poté, co byl roku 1893 jmenován čestným občanem města. 